# 오르페우스 (발레)
《오르페우스》(Orpheus)는 1947년 캘리포니아 할리우드에서 이고르 스트라빈스키와 안무가 조지 발란신이 공동으로 만든 3개의 장면으로 구성된 30분짜리 신고전주의 양식 발레다. 세트와 의상은 이사무 노구치가 제작했다.
3개의 장면과 12개의 댄스 에피소드로 나뉜다.
스트라빈스키의 신고전주의는 때때로 패러디로 확장된다. 그의 작품에서 가장 확장된 예 중 하나는 두 번째 tableau의 Air de Danse(Orphée)에서 찾을 수 있다. 이 곡에서는 하프, 팀파니, 현, 오보에 듀엣(cor anglais)의 감소된 힘을 위한 우아한 "Siciliana"가 있다. 막간 후 오보에 중 하나를 교체함)은 후기 바로크 협주곡을 연상시킨다. Stravinsky가 1934년의 Perséphone에서 Hades에서도 발생하는 장면에 대한 네오 바로크 양식의 패러디도 만들었다는 점은 흥미롭다.
초연은 1948년 4월 28일 뉴욕의 City Center of Music and Drama에서 열렸고, 직접적으로 City Center의 회장인 Morton Baum이 Balanchine과 Kirstein을 초대하여 상주 회사를 설립했다. 새로운 회사의 이름은 New York City Ballet (또는 Ballet Society)으로 변경되었으며 발란신은 그가 죽을 때까지 발레 마스터로 남아 있었다.